# Prochory (Kraj Nadmorski)
Prochory (ros. Прохоры) – wieś (sieło) w Rosji, w Kraju Nadmorskim, w rejonie spasskim. W 2010 liczyła 1061 mieszkańców.